# Sicard IV de Lautrec
Pour les articles homonymes, voir Sicard de Lautrec.
Sicard IV de Lautrec (1100 - 1158) dit Sicard « le Vieux », est le septième vicomte de Lautrec, de 1138 à 1158.

## Biographie
Membre de la famille de Lautrec, Sicard IV de Lautrec est le fils d'Isarn III de Lautrec et de Guillemette. Après la mort de son père, il hérite de son titre de vicomte, et en 1141, il entre en conflit avec Roger Ier Trencavel, vicomte de Carcassonne, qui selon la tradition est l'un de ses cousins éloignés. Le sujet de la querelle est la domination de l'un ou de l'autre sur l'abbaye Saint-Benoit de Castres.
Néanmoins, dès l'année suivante, les deux adversaires s'allient et combattent le comte de Toulouse Alphonse Jourdain ensemble. Lorsque ce dernier est capturé, Sicard IV adhère au traité de paix obtenu. Néanmoins, dès l'année suivante, il soutient le comte de Barcelone Raimond-Bérenger IV dans son conflit contre le comte Alphonse Jourdain, épisode de la Grande guerre méridionale.
Peu de temps après, il arbitre les querelles entre différents seigneurs de l'albigeois et du toulousain, puis en août 1157, il est cité témoin d'un accord entre Raymond V de Toulouse et Roger Ier Trencavel. Il meurt l'année suivante, en 1158
Il avait auparavant épousé Azalaïs de Forcalquier, fille du comte de Forcalquier Bertrand Ier, dont il a trois ou quatre enfants :
- Sicard V de Lautrec, son successeur à la vicomté ;
- Amelius-Sicard de Lautrec, seigneur de Vénès de 1158 à 1176, fondateur de la branche de Lautrec-Vénès ;
- Pierre Ier de Lautrec, qui pourrait être la même personne qu'Amelius-Sicard ;
- Raimond, religieux de l'abbaye de Saint-Pons.